# Victor Pressfeldt
Victor Pressfeldt, född 26 mars 1984 i Halmstad, är en svensk historiker och journalist. Han är doktor i historia vid Lunds universitet, och har gjort sig känd som samhällsdebattör i frågor som miljöpolitik, klimatförnekelse och nyliberalism.

## Biografi

### Akademisk karriär
Pressfeldt är doktor i historia vid Lunds universitet, och har gästdoktorerat vid University of Notre Dame. Han var ordförande för Lunds doktorandkår 2017. I sin forskning har han fokuserat på historiska och samtida samhällsfrågor, bland annat klimatförnekelse och nyliberalism i Sverige. Hans forskning har bland annat visat på samspelet mellan klimatförnekelse och nyliberalt tänkande i Sverige, och har visat hur motstånd mot miljöregleringar har utvecklats inom ekonomiska och intellektuella kretsar. Pressfeldts doktorasavhandling, Imagining the Neoliberal State: Assar Lindbeck and the Genealogy of Swedish Neoliberalism, behandlar den svenska nyliberalismens historia genom nationalekonomen Assar Lindbecks författarskap. Avhandlingen identifierar en specifik typ av svensk nyliberalism, med rötter till 1950-talet, som både är inspirerad av men skiljer sig från exempelvis amerikansk och tysk nyliberalism.

### Journalistik
Som journalist har Pressfeldt skrivit för flera stora svenska tidningar, så som Aftonbladet och Expressen. I sina artiklar har han ofta behandlat ämnen som nyliberalismens påverkan på samhället och politiken. Han har även varit skribent för tidningen Arbetaren, och rapporteringen därifrån har också fått uppmärksamhet i Expressen.
Han har även deltagit i offentliga debatter anordnade av Publicistklubben, samt uttalat sig som expert gällande ämnen som spänner över ett brett spektrum av samhällsfrågor, från politik till miljöpolitik.

### Samhällsengagemang
Pressfeldt har engagerat sig som debattör och opinionsbildare på det sociala nätverket X (fd Twitter), och hans inlägg där har väckt uppmärksamhet i den svenska samhällsdebatten. 2024 utnämndes Pressfeldt av Medieinstitutets Maktbarometer till Sveriges 87:e mest inflytelserika person på X. Han har också varit aktiv inom politisk aktivism och dokumentation av politiska händelser. Pressfeldt var inblandad i en händelse där han attackerades av medlemmar i Nordiska motståndsrörelsen.

### Palestinademonstrationerna i Lundagård
Under våren 2024 följde Pressfeldt det propalestinska tältlägret i Lundagård i Lund, känt som Palestinagård. Aktivister där krävde att Lunds universitet skulle uttrycka solidaritet med Palestina, avsluta samarbeten med Israel och stödja palestinsk utbildning. Universitetet avvisade alla krav.
Den 30 maj dokumenterade Pressfeldt polisens utrymning av lägret. Han ifrågasatte polisens påståenden om att aktivister kastade flaskor mot en ambulans. Efter att ha undersökt händelsen fann han att ingen flaska kastats, utan att en blomknopp var det enda föremålet som slängts. Trots detta fortsatte medier att rapportera om flaskkastningen, vilket Pressfeldt såg som ett exempel på medias okritiska återgivning av polisuppgifter.
Aktivister vittnade även om våld och dåliga förhållanden i arresten. De rapporterade om kalla celler, trasiga toaletter och att de förvägrades mat och vatten. Polisen förnekade dessa påståenden, men Pressfeldt dokumenterade flera samstämmiga vittnesmål som indikerade allvarliga missförhållanden.